# Дідона й Еней
«Дідо́на й Ене́й» (англ. Dido and Aeneas) (Z. 626) — опера на три дії англійського барокового композитора Генрі Перселла; лібрето Наума Тейта за поемою Вергілія «Енеїда», що розповідає історію Енея, легендарного троянського героя. Вперше була поставлена 1689 року в лондонській школі для дівчат.

## Дійові особи
- Дідона (сопрано або мецо-сопрано)
- Еней (тенор або баритон)
- Белінда (сопрано)
- Інша служниця (сопрано або мецо-сопрано)
- Чаклунка (контральто або бас)
- 1-а відьма (мецо-сопрано)
- 2-а відьма (мецо-сопрано)
- Матроси

## Синопсис
Дія I.
Карфаген. Палац Дідони.
Опера починається з появою цариці Дідони у своєму палаці в супроводі почту. Белінда намагається підбадьорити Дідону, але вона сповнена печалі через любов до Енея. Почет намагається розвіяти її печаль, але вона невтішна. Входить Еней з почтом і просить руки Дідони. Вона погоджується, і всі радіють.
Дія II.
Печера.
Чаклунка замишляє знищити Карфаген і його царицю і просить відьом допомогти їй у цьому. Чаклунка посилає злого духа, який прибирає подоби Меркурія. Він настигає Енея, Дідону, Белінду і почет у лісі, його появу супроводжує буря, наслана чаклункою. Злий дух говорить Енею, що він нібито посланий Юпітером, наказує Енею залишити Дідону і Карфаген. Еней дає свою згоду, вважаючи, що це воля богів, але його серце розривається від того, що він повинен покинути Дідону.
Дія III.
Порт Карфагена.
Матроси підіймають якорі й радіють швидкому відплиттю. З'являються Чаклунка з відьмами, задоволені тим, що їхній план спрацював. Дідона сумує від думки про майбутню розлуку з Енеєм. Вона розповідає про своє горе Белінді. Раптово повертається Еней, який намагається виправдати свій вчинок волею богів, але Дідона висміює це. Тоді Еней хоче залишитися — наперекір богам — з коханою. Але Дідона непохитна: раз Еней вирішив залишити її, він повинен піти, а сама вона вирішила померти. Перед смертю Дідона виконує свою останню арію «When I am laid in Earth», також відому як «Плач Дідони». Вмираючи, Дідона просить амурів розкидати на її могилі пелюстки троянд, м'яких і ніжних, як її серце.

## Партитура
Авторська партитура опери не збереглась, єдиний рукопис XVII століття, що дійшов до наших днів, — лібрето, можливо оригінал. Найстаріша партитура «Дідони і Енея», що знаходиться нині в Бодліанській бібліотеці, була переписана не раніше 1750, через більш ніж шістдесят років після того, як була створена опера:239. Жодне з пізніших джерел не розділяє лібрето на акти, втрачена музика Прологу. Пролог, кінець сцени в гаю (акт 2) і кілька танців, ймовірно були втрачені, коли оперу поділили на частини, які заповнювали час між актами театральних п'єс у першому десятилітті XVIII століття.
Арія «Ах, Белінда» була видана вперше в Orpheus Britannicus, збірці творів Перселла. Найвідомішою ж стала арія «Коли засну в землі» («Плач Дідони»). Обидві арії побудовані як плач на основі бассо остинато. «Плач Дідони» виконувався артистами, далекими від класичної оперної школи, наприклад Клаусом Номі (Death), Ен Брун і Джеф Баклі. В різних аранжуваннях арія багаторазово використовувалася, в тому числі в музичному оформленні міні-серіалу HBO «Брати по зброї», а також військовим оркестром в День перемир'я в річницю закінчення Першої світової війни на головній церемонії, що проходить в Вайтхоллі.
Музика, як вважають деякі дослідники, занадто проста для такого композитора, яким був Перселл наприкінці 1680-х років, однак це може бути пояснено тим, що опера призначалася для виконання школярами.
Твір написано для струнних інструментів, розділених на чотири партії та бассо контінуо. Лібрето Школи Челсі містить два танці у супроводі гітари: Dance Gittars Chacony в акті 1 і Gittar Ground a Dance в сцені «У гаю» (акт 2), породило припущення, що Перселл включив гітару як основний інструмент басо континуо:200 — 201. Музика жодного з цих танців невідома, тому припускають, що Перселл не складав їх, а скоріше вони повинні бути імпровізованими гітаристом:200.
Існує кілька редакцій опери з різною реалізацією басо континуо; найвідомішими є версії І. Холста та Бенджаміна Бріттена. Втрачена музика Прологу не відновлювалась, кілька редакцій опери доповнені музикою ритурнелі наприкінці другого акту, ноти якої також не збереглися.

## Постановки
Перша відома постановка опери «Дідони та Енея» відбулася у жіночій школі Джозіас Пріста в Челсі не пізніше, ніж у липні 1688, хоча існує припущення, що опера, можливо, була написана для більш ранньої постановки при дворі Карла II або Якова II. Після вистави в Челсі опера за життя Перселла більше не ставилася. 1700 року «Дідона та Еней» була включена в адаптовану версію п'єси Шекспіра «Міра за міру» в лондонському театрі Томаса Беттертон.
Після 1705 «Дідона і Еней» не інсценувалася, відзначені лише поодинокі концертні виконання, до 1895 року, коли вперше за багато років студенти Королівського коледжу музики в театрі Ліцей (Лондон) виконали оперу в річницю смерті Перселла< Перший раз за межами Англії опера була виконана в концертній версії 14 грудня 1895 в дублінському університетському товаристві.
1923 року опера вперше була поставлена в США в Нью-Йоркському в готелі «Плаза», проте газета «Нью-Йорк Таймс» відзначила «значні спрощення» партитури опери.
У Львівському залі органної та камерної музики 8 та 10 грудня 1995 року хор (кер. — Ярослав Гнатовський) і оркестр Вищого музичного інституту імені Лисенка «Perpetuum Mobile» (музичний керівник та диригент — Георгій Павлій) виконали оперу. Серед солістів був гість з Великої Британії Джордж Ньютон Фітцджеральд у ролі Енея. Серед солістів своєю експресивною манерою виконання і надзвичайним голосом (контртенор) виділявся Василь Сліпак. Це було перше концертне виконання (мовою оригіналу) в Україні. Василь Сліпак виконав не одну, а відразу три арії: Відьмака (контратенор), Духа Меркурія (баритон) і Юнги (тенор).
2009 року до 350-річчю Перселла були приурочені постановки «Дідони та Енея» Нідерландської опери, Лондонській Королівської опери, Divertimento Baroque Opera Company та на фестивалі Glimmerglass (Куперстаун, Нью-Йорк). 
2011 року в концертному виконанні вона була представлена в Київській філармонії під орудою Романа Кофмана
2 березня 2014 року «Дідона і Еней» вперше була поставлена в українському перекладі, що був підготовлений Оленою О'Лір. Вистава відбулася в будинку вчених силами студентів Київського університету культури, хору «Хрещатик» та струнного квартету «Софія» під орудою Оксани Дондик за підтримки ГО «Вікімедіа Україна».